# Xath
Xath lub Xeth – wieś położona w północnej części Albanii w gminie Blerim. Wieś znajduje się 94 kilometrów od stolicy państwa, Tirany.

## Demografia
Według spisu ludności z 1989 roku we wsi Xath mieszkało 497 mieszkańców.